# 埃科爾法布爾鎮區 (阿肯色州沃希托縣)
埃科爾法布爾鎮區（英語：Ecore Fabre Township）是位於美國阿肯色州沃希托縣的一個行政鎮區。

## 地方資料
埃科爾法布爾鎮區的面積為79.02平方千米，當中陸地面積為78.43平方千米，而水域面積為0.59平方千米。根據2010年美國人口普查的數據，當地共有人口9407人，而人口密度為每平方千米119.05人。